# Amir-Timur-Platz
Der Amir-Timur-Platz (usbekisch Amir Temur xiyoboni) ist ein zentraler Platz in der usbekischen Hauptstadt Taschkent. Er ist nach dem zentralasiatischen Militärführer und Eroberer Timur benannt.

## Geschichte
Der Platz wurde 1882 angelegt und ist seitdem ein zentraler Platz der Stadt. Im Laufe der Zeit wurde er immer wieder umgestaltet und neue Gebäude wurden errichtet. Größere Umgestaltungen erfuhr der Platz unter anderem 1994 anlässlich des dritten Jahrestags der usbekischen Unabhängigkeit und im Jahr 2009.

## Anlage
Zentrales Element des Platzes ist eine große Bronzestatue, die Timur auf einem Pferd zeigt. Die Statue wurde von Bildhauer Ilhom Jabborov geschaffen. Auf dem Sockel der Statue ist Timurs Leitspruch Kraft liegt in der Gerechtigkeit eingraviert. Rund um den Platz befinden sich unter anderem das Amir-Timur-Museum, das Hotel Uzbekistan, die Universität der Rechtswissenschaften, der berühmte Glockenturm von Taschkent und der Palast internationaler Foren, ein repräsentatives Gebäude, das für internationale Gespräche und Konferenzen genutzt wird. Außerdem ist der Platz auch ein Verkehrsknotenpunkt, von dem aus zahlreiche Straßen verlaufen. Westlich des Amir-Timur-Platzes liegt mit dem Unabhängigkeitsplatz ein weiterer wichtiger Platz der Stadt.